# Robert Holmes

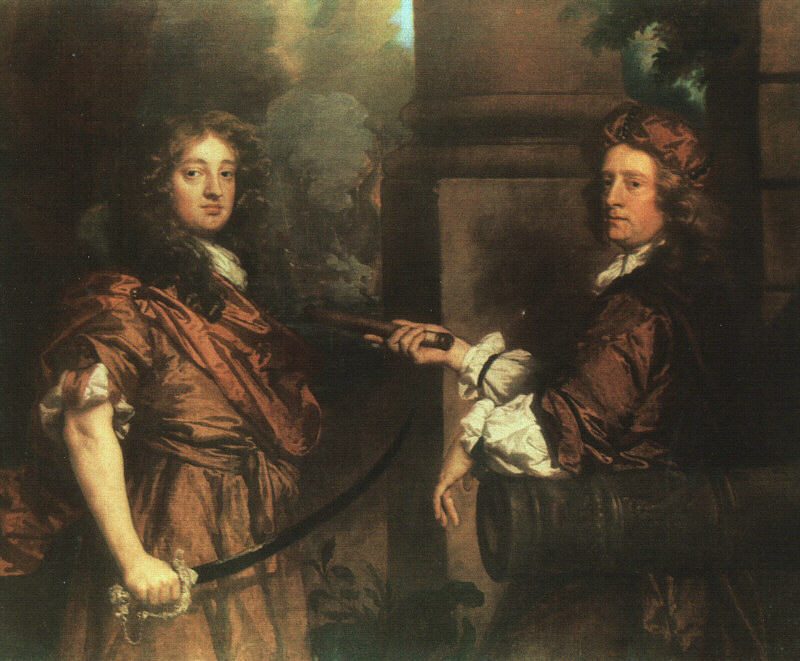
Kapitanowie F. Holles i R. Holmes, mal. P. Lely

Robert Holmes (ur. ok. 1622, zm. 18 listopada 1692) – angielski admirał, brał udział w II i III wojnie angielsko-holenderskiej. Przez pewien czas gubernator wyspy Wight. Znany szczególnie ze swoich ekspedycji do Afryki, m.in. do Gwinei (1664) oraz do Gambii, gdzie odbił pierwotnie kurlandzki fort na Wyspie James oraz założył nowy fort na Dog Island dla ochrony brytyjskich przedsięwzięć handlowych w tym regionie.